# Олено-Калинівка
Олено-Калинівка — колишнє село в Новобузькому районі Миколаївської області.

## Стислі відомості
В часі Голодомору 1932—1933 років від нелюдської смерті помирали люди. Кількість жертв не встановлена..
Станом на 1 вересня 1946 року і на початку 1970-х входило до складу Розанівської сільської ради